# Filippo della Valle

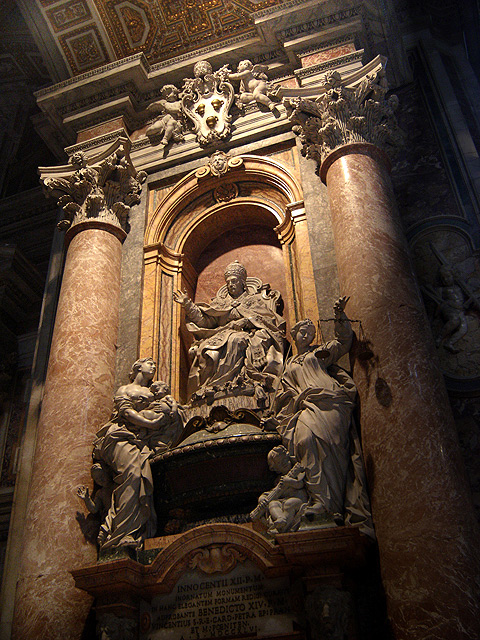
Mausoleo del papa Inocencio XII realizado por Foggini

Filippo della Valle (Florencia, 26 de diciembre de 1698 - Roma, 29 de abril de 1768) fue un escultor italiano.

## Biografía
Nieto de Giovanni Battista Foggini, Filippo della Valle se trasladó muy joven a Roma y se aprovechó del momento favorable para los artistas toscanos determinado por el papa Clemente XII. De hecho, estuvo inmediatamente involucrado en la decoración de la capilla Corsini en Letrán, con Camillo Rusconi, el escultor más famoso de esos años, Giovan Battista Maini y Pietro Bracci. Luego colaboró con el también arquitecto Ferdinando Fuga en la construcción del Palazzo della Consulta en la Piazza del Quirinale, (con la ejecución del relieve y trofeos militares, inició la cuarta década del siglo XVIII) y la del mausoleo del papa Inocencio XII en la Basílica de San Pedro (1746).
En 1750 terminó el monumental relieve con la Anunciación de San Ignacio, digno complemento del San Luis Gonzaga realizado cincuenta años antes por Pierre Legros (el altar nuevo, reemprende de forma simplificada, la arquitectura del altar de San Luis, diseñada por Andrea Pozzo).
Participó en la séptima década, en la ejecución de Salubridad y la Fertilidad, para la construcción general de la Fontana de Trevi. Sus estatuas se colocan en el medio de la fuente, junto al Neptuno de Pietro Bracci.
Filippo della Valle fue un típico exponente de la escuela escultórica romana del siglo XVIII, cuando se unió el intento de combinar el barroco de Bernini con la serenidad más clásica de Carlo Maratta y Alessandro Algardi. Estuvo afiliado a la Academia de la Arcadia y ocupó por largos años el cargo de príncipe Accademia di San Luca.